# Nigerias kyrka
Nigerias kyrka (Church of Nigeria) är den näst största anglikanska kyrkan efter Engelska kyrkan, med över 18 miljoner medlemmar, sedan 2002 indelade i tio kyrkoprovinser med var sin ärkebiskop. Sedan dess har antalet stift och biskopar ökat från 91 till 122. Kyrkan har sitt huvudkontor i huvudstaden Abuja. Ledare för Nigerias kyrka är Peter Akinola.

## Historik
Engelska kyrkan påbörjade 1842 mission i Badagry, genom Henry Townsend. År 1864 utnämndes den tidigare slaven Samuel Ajayi Crowther, till kyrkans förste biskop. Lagos blev eget stift 1919. Leslie Gordon Vining blev 1940 den siste biskopen i Lagos av europeisk härkomst. År 1951 utnämndes han istället  till den förste ärkebiskopen i den nybildade anglikanska kyrkoprovinsen i Västafrika.
Den 24 februari 1979, samlades representanter för de dåvarande sexton nigerianska stiften för att utse Timothy O Olufosoye, till den förste ärkebiskopen och metropoliten över den anglikanska kyrkan i Nigeria. År 1988 efterträddes han av J Abiodun Adetiloye och Nigerias kyrka bildades. Då hade ytterligare åtta stift tillkommit. År 1989 bildades ett nytt stift i huvudstaden Abuja, med Peter Akinola som dess förste biskop.
1990-talet medförde stora framgångar för den unga kyrkan. Under decenniet bildades 27 nya stift och 15 missionsprovinser. Ärkebiskopen av Canterbury förklarade att Nigerias kyrka var den snabbast växande anglikanska kyrkan.
1997 delades kyrkan upp i tre kyrkoprovinser med var sin ärkebiskop:
- Första provinsen, bestående av de västliga stiften, under ledning av ärkebiskop Adetiloye
- Andra provinsen, bestående av de östliga stiften, under ledning av ärkebiskop Ben Nwankiti
- Tredje provinsen, bestående av de nordliga stiften, under ledning av ärkebiskop Peter Akinola

År 2000 efterträdde den sistnämnde J Abiodun Adetiloye som metropolit och högste ledare för Nigerias kyrka. En av Akinolas första åtgärder i ämbetet var att samla 400 biskopar, präster, lekmän och medlemmar av Husmoderssällskapet för att ta fram en vision för kyrkan, under ordförandeskap av den tidigare nigerianske presidenten Ernest Shonekan.
Den vision som arbetades fram kom att lyda:

"Nigerias kyrka (anglikanska gemenskapen) skall vara: bibelgrundad, andligt levande, enad, disciplinerad, självstyrande, överlåten till pragmatisk evangelisering och social välfärd samt en kyrka som uttrycker Kristi äkta kärlek."
2002 organiserades Nigerias kyrka i tio kyrkoprovinser.

## Konflikter med andra anglikanska kyrkor
2003 ordinerade den amerikanska episkopalkyrkan den öppet homosexuelle Gene Robinson till biskop i New Hampshire. Detta trots att ledare för Nigerias kyrka och andra anglikanska kyrkor varnat för att ett sådant beslut skulle äventyra enheten inom den anglikanska kyrkogemenskapen.
I november samma år förklarade Nigerias kyrka att dess gemenskap med Amerikanska Episkopalkyrkan var skadad.
I september 2005 beslutade Nigerias kyrka att inte längre definiera sig själv som en provins i gemenskap med "ärkebiskopen av Canterbury" utan med "alla anglikanska kyrkor, stift och provinser som efterlever och upprätthåller den historiska tron, läran, sakramenten och disciplinen av den enda heliga, katolska och apostoliska kyrkan".
Kyrkans ledare Akinola har bland krävt att amerikanska episkopalkyrkan och Kanadas anglikanska kyrka ska uteslutas ur den anglikanska kyrkogemenskapen och den 12 november 2005 ingick kyrkan ett "enighetsförbund" med den Reformerade Episkopalkyrkan och Amerikas Anglikanska Provins, två trossamfund utanför kyrkogemenskapen som inte erkänner den Amerikanska Episkopalkyrkan.
I oktober och december 2006, lämnade flera teologiskt konservativa församlingar i Virginia den Amerikanska Episkopalkyrkan och anslöt sig istället till anglikanska gemenskapen i Nordamerika - en missionsprovins inom Nigerias kyrka, bildad av nigerianska anglikaner i USA. Dess amerikanske biskop Martyn Minns har blivit en nagel i ögat på amerikanska episkopalkyrkan och han har inte inbjudits att delta i det stora internationella biskopsmötet 2008.